# Giovanni Battista Crespi
Giovanni Battista Crespi, llamado el Cerano (Cerano, 23 de diciembre de 1573-Milán, 23 de octubre de 1632) fue un pintor, arquitecto y escultor italiano, activo durante el manierismo tardío y el primer barroco.
Crespi fue un artista muy valorado en su tiempo y son muchos los encargos que realizó para las autoridades civiles y eclesiásticas de Milán. Su estilo  es complejo; combina el colorido y una elegancia en la postura de las figuras típica del manierismo tardío al que por nacimiento pertenece, con una intensidad mística y un gusto por los detalles realistas que prefiguran el barroco.

## Biografía

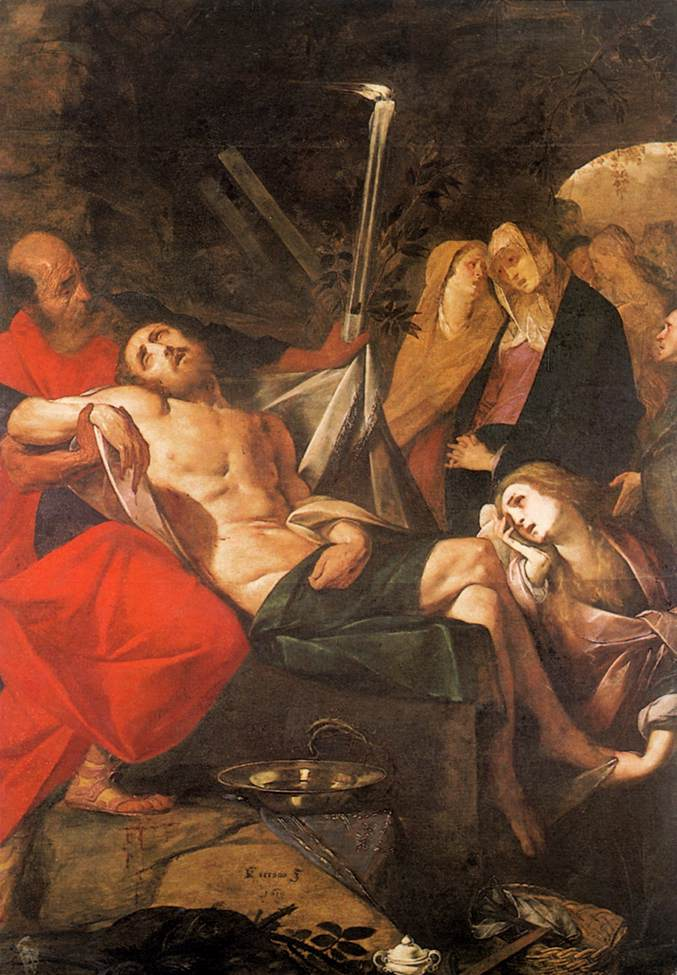
Entierro de Cristo.

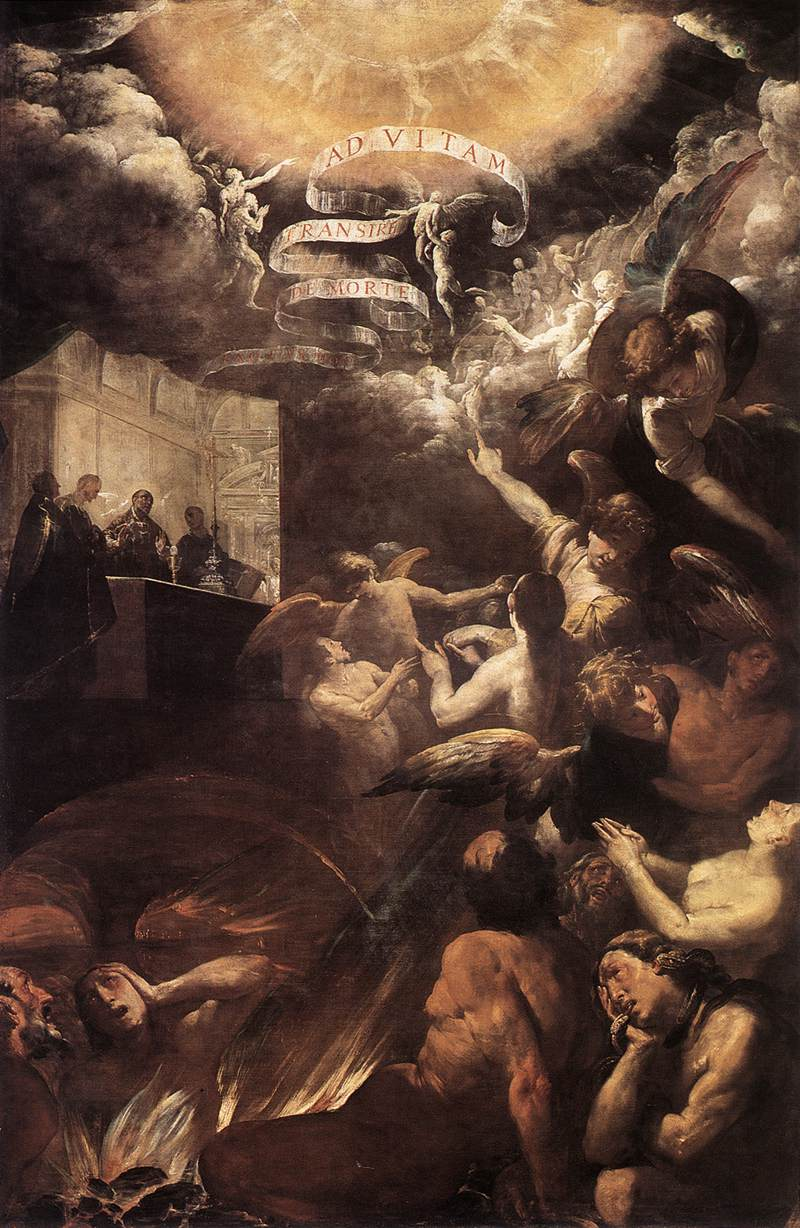
Misa San Gregorio por la indulgencia de las almas del Purgatorio, Basílica de San Vittore (Varese).

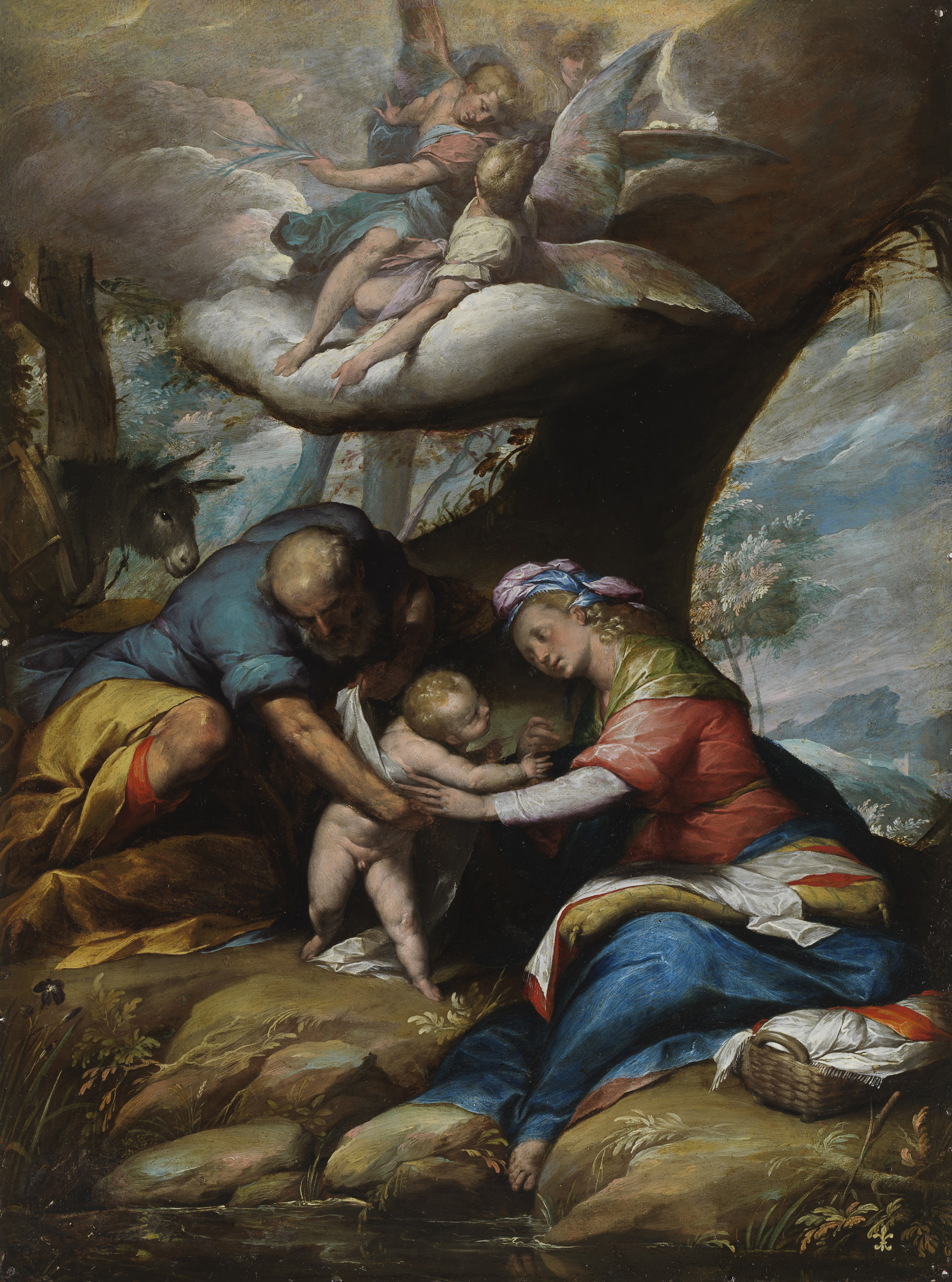
Descanso en la huida a Egipto, circa 1595, Museo del Prado.

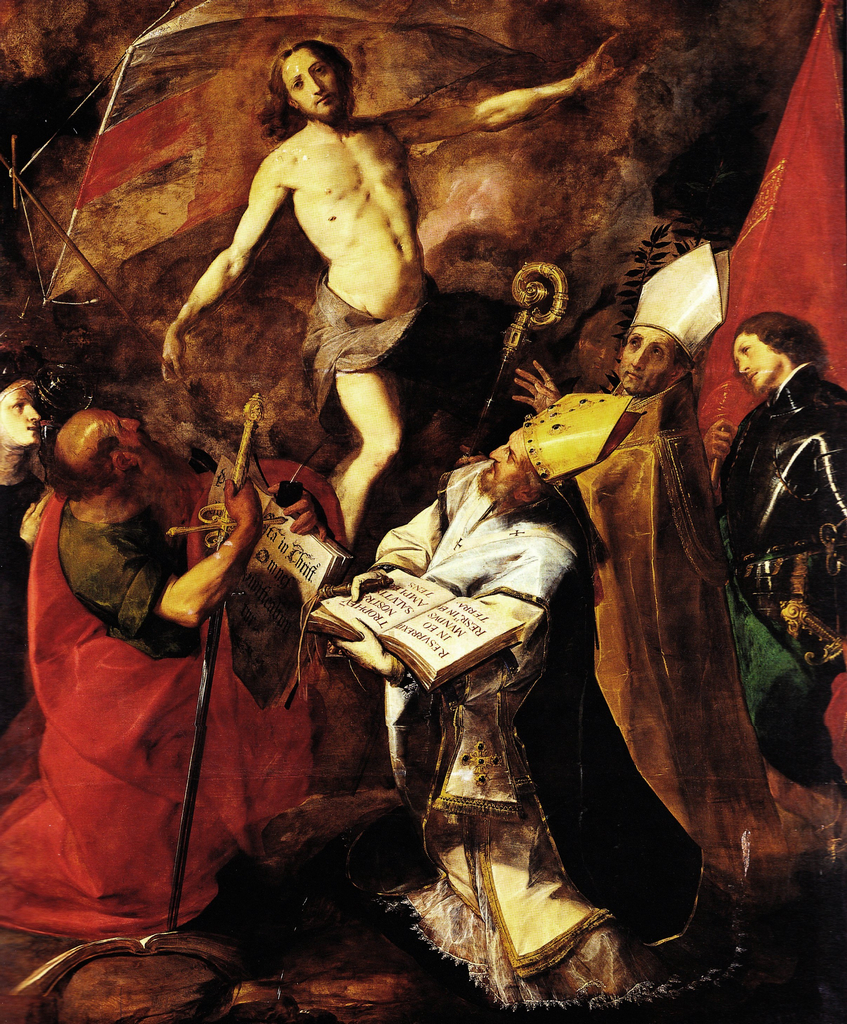
La Resurrección de Meda.

Hijo de un pintor ornamental menor, Raffaele Crespi, su primer y aparentemente único maestro, y de Camilla, creció con su hermano  Ortensio Crespi (1578-1631), quien se convirtió en su principal colaborador junto con su yerno, Melchiorre Gherardini conocido como il Ceranino.
La familia Crespi se mudó a Cerano, localidad a la que debe su apelativo,  sólo más tarde. En 1591 el artista ya se había asentado en Milán. En ese año, está documentado un pago del conde Renato Borromeo, hermano del cardenal Federico, por la ejecución de obras decorativas dentro del palazzo Borromeo,  ahora perdidas. Esta comisión da testimonio de la actividad temprana del pintor, a los diecinueve años, ya al servicio de la familia que se volverá hegemónica en el Milán de principios del Seicento. Más tarde, dejó numerosos retablos en varias localidad del oeste de Lombardía  (Incoronazione della Vergine con i ss. Agostino e Bonaventura en Trecate; Adorazione dei pastori, ahora en Mortara, Turín, Galleria Sabauda; Ultima Cena, Cerano). Es evidente en ellos la influencia de los principales artistas activos en Milán a finales del Cinquecento, Gaudenzio Ferrari y Pellegrino Tibaldi,, así como los manieristas nórdicos como Bartholomäus Spranger. Ya en los primeros días, antes del viaje al centro de Italia, hay referencias al arte de Federico Barocci  y al ambiente manierista romano, que representaba a la escuela hegemónica en esos años. Sus viajes a Roma, siguiendo a su patrón principal, Federico Borromeo, se remontan a 1596, con probables visitas a Bolonia y Florencia.
En 1598 se encargó del proyecto de la estatua monumental del Coloso de San Carlo Borromeo (de 21 metros de altura) en Arona, que debería haber sido el fulcro de un Sacro Monte nunca terminado. Se conservan numerosos dibujos de su mano de esta obra, hoy propiedad del Metropolitan Museum of Art de Nueva York.
Las primeras grandes comisiones obtenidas por el pintor en la capital del ducado son los dos grandes retablos con il Voto dei santi francescani [El voto de los santos franciscanos], en la Inmaculada Nueva de los Capuchinos en Milán, destruidos en Berlín en 1945, y el il Battesimo di Cristo [Bautismo de Cristo] (Frankfurt del Meno, Städelsches Kunstinstitut), respectivamente de 1600 y 1601. Con ellos comienza la larga serie de prestigiosas comisiones en las principales obras milanesas. En 1602 y 1603, Crespi trabajó (con cuatro pintores) en la primera serie de Fatti della vita del Beato Carlo Borromeo [Hechos de la vida del Beato Carlo Borromeo] del Quadroni para la catedral de Milán y proporcionó algunos retablos para la iglesia de Santa María presso San Celso. La serie de Quadroni de San Carlo se completó en 1610 con el grupo de Miracoli [Milagros], más pequeño en tamaño; Cerano participó con seis pinturas al temple. Incluso la dirección de la ceremonia romana de la canonización de San Carlo fue encomendada por Federico Borromeo a Cerano, quien pintó una serie de lienzos para un aparato temporal para la basílica de San Pedro del Vaticano, de los cuales hoy solo queda el Sant'Ambrogio de la Pinacoteca Ambrosiana.  A partir de la segunda década del siglo, que lo considera un protagonista de la escena milanesa, también está la adopción de un estilo cada vez más decidido y personal. Las características de este punto de inflexión son el acentuado realismo, marcadamente expresivo, una mayor síntesis en la composición y la construcción más escultural y robusta de las figuras.
En los años siguientes, Cerano pintó algunas de las obras que aún hoy se consideran sus obras maestras: la Deposizione  de Novara, la  Crocifissione de Mortara, la Madonna del Rosario de Brera.  En 1614 pintó la Messa di San Gregorio Magno para Varese, y un retablo para la Certosa di Pavia; en 1618 terminó el  Battesimo di Sant'Agostino para la iglesia milanesa de San Marco. Obra, esta última, caracterizada por una gran complejidad de composición y fuertes acentos visionarios.
En 1621 se convirtió en el primer presidente de la Accademia Ambrosiana, fundada por el cardenal Federico Borromeo. Como profesor de pintura, entre sus alumnos se encontraban Daniele Crespi y Carlo Francesco Nuvolone. Alrededor de 1626, terminó la Resurrezione di Cristo para el convento de las monjas de San Víctor en Meda, considerada una de sus obras maestras, con un cromatismo extraordinario.
A partir de 1629 dirigió la Fabbrica del Duomo, suministrando diseños para esculturas y también como arquitecto, diseñando también un nuevo proyecto de fachada que reelaboraba el del siglo XVI de Pellegrino Tibaldi, como una alternativa a la de Francesco Maria Richino. Del proyecto ceranesco permanecen, en la fachada actual de la catedral, los cinco portales. Otra de sus obras arquitectónicas es la fachada de San Paolo Converso también en Milán.
Sus últimos trabajos fueron la  Crocifissione para la iglesia de San Protaso en Monachos de Milán, hoy en el Seminario deVenegono Inferiore debido a la demolición de la iglesia, y La Madonna libera Milano dalla peste  (1631), en Santa Maria delle Grazie. La Strage degli  Albigesi [La matanza de los albigenses] para la iglesia de San Domenico en Cremona (hoy en el Museo civico Ala Ponzone) quedó sin terminar debido a la muerte del artista y fue finalizada por su alumno Melchiorre Gherardini (1632).

## Obras destacadas

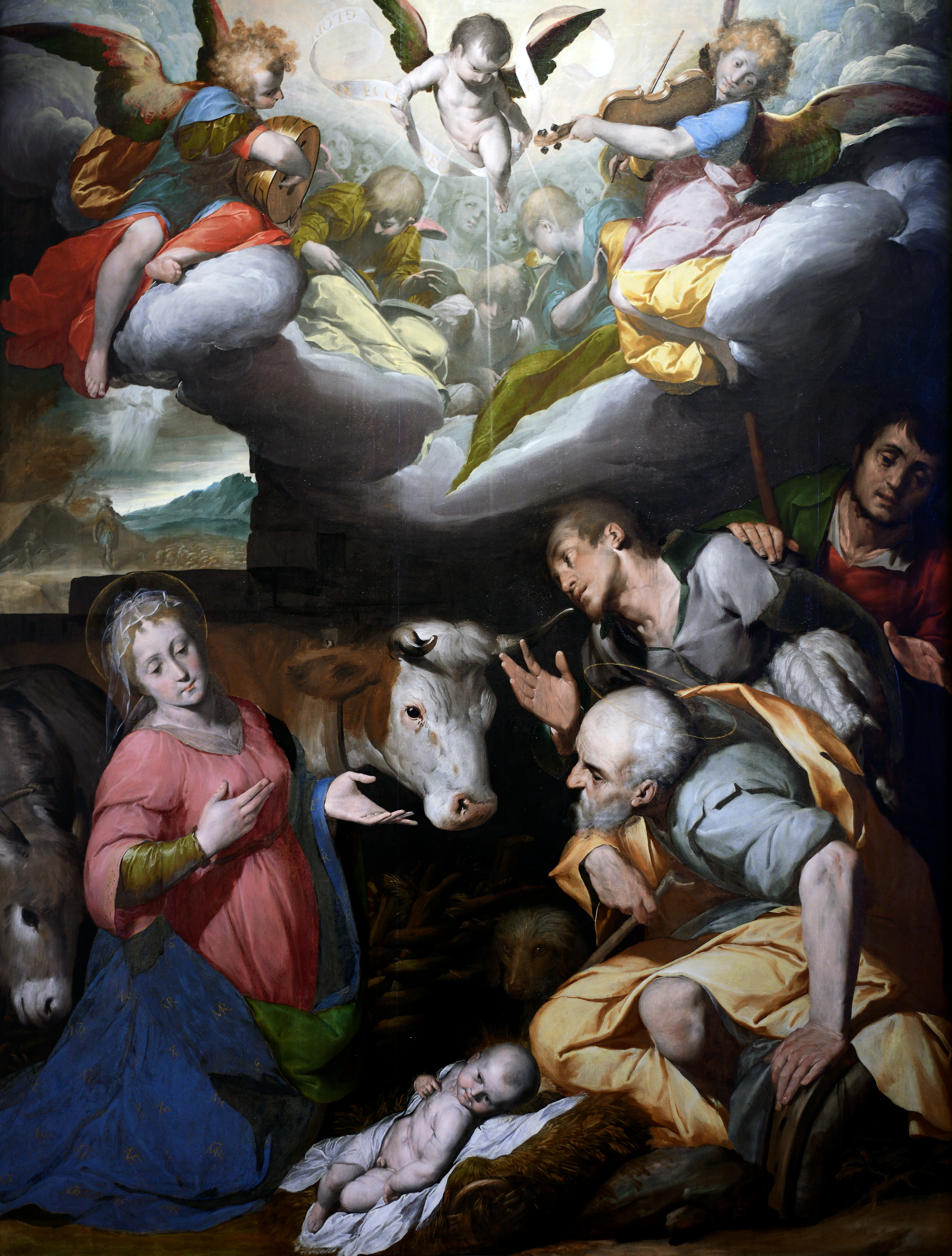
Adoración de los pastores, Turín, Galleria Sabauda

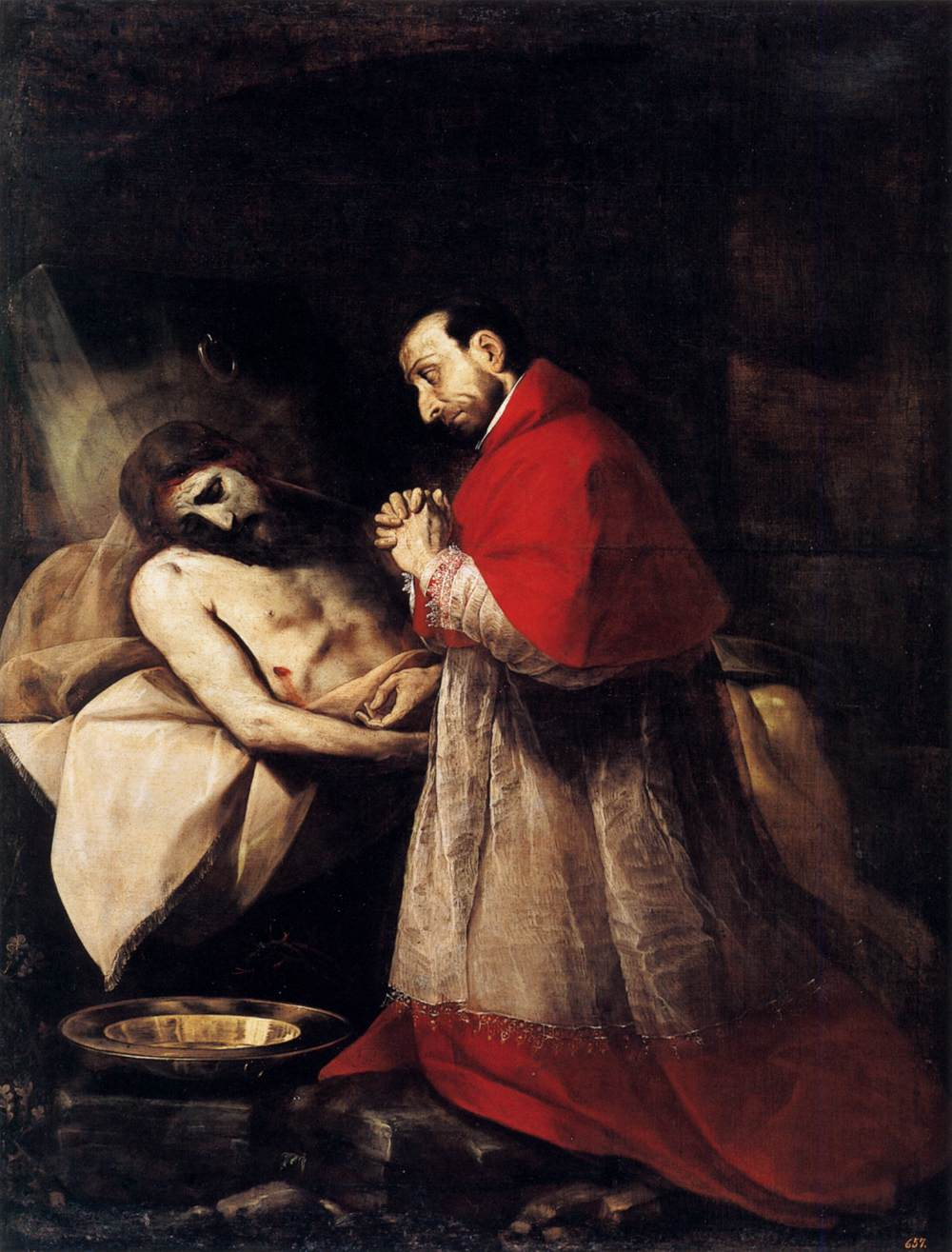
San Carlos Borromeo ante Cristo muerto, Madrid, Prado

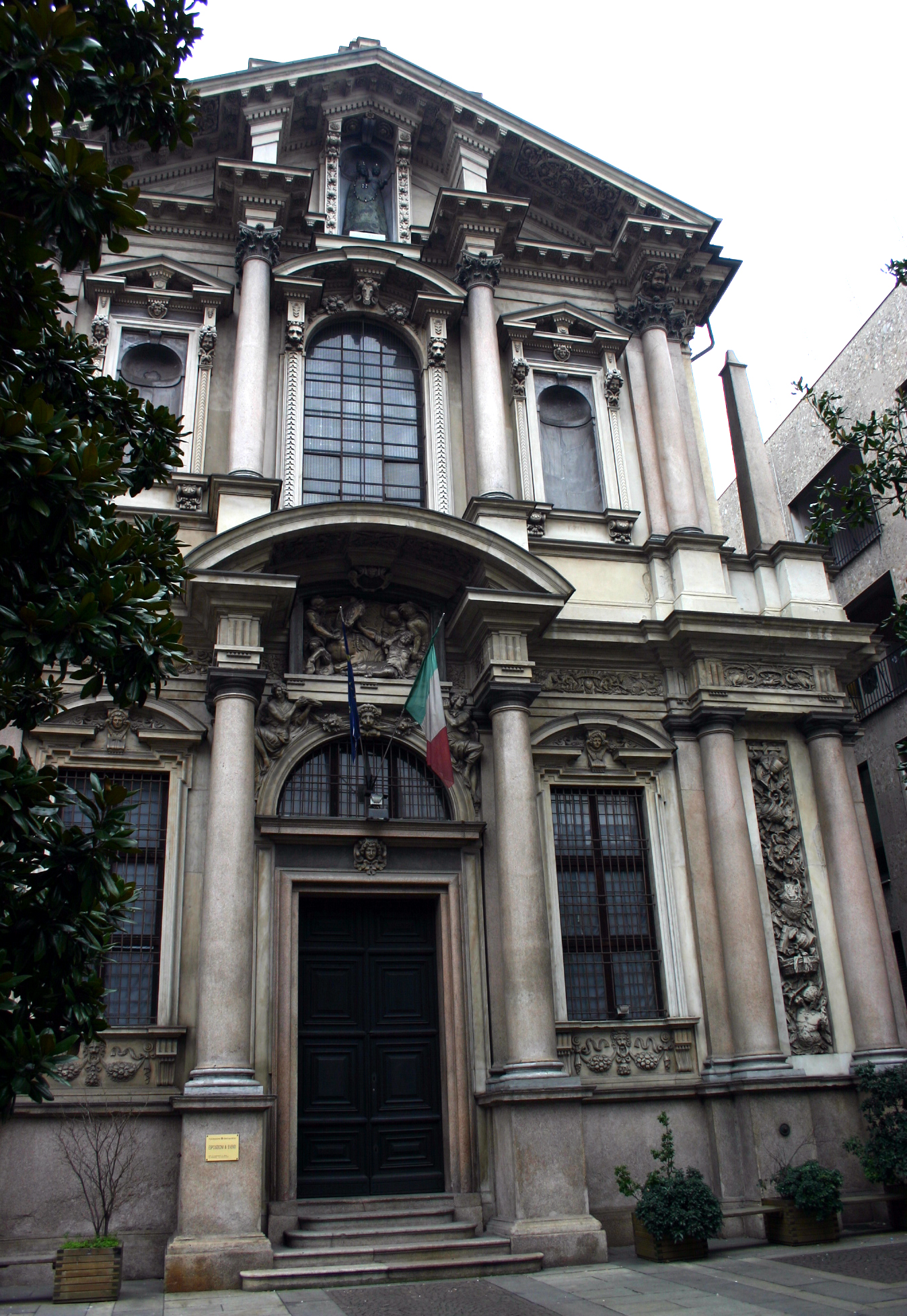
Fachada de San Paolo Converso, Milán

- Frescos y estatuas en estuco, Mortara, Madonna del campo
- Adorazione dei pastori, già a Mortara, Turín, Galleria Sabauda
- Ultima Cena, Cerano, parroquial
- Incoronazione della Vergine con i ss. Agostino e Bonaventura, Trecate (Novara), Oratorio del Gonfalone
- Arcangelo Michele, Milán, Pinacoteca del Castello Sforzesco
- Cristo nell'orto, Isla Bella, colección Borromeo
- Flagellazione di Cristo, Isla Bella, colección Borromeo
- Angeli, rescos y estucos, Milán, iglesia de Santa María presso San Celso, volte delle navate laterali
- Annunciazione, óleo sobre tela, Milán, iglesia de Santa María presso San Celso
- Visitazione, óleo sobre tela, Milán, iglesia de Santa María presso San Celso
- Martirio di Santa Caterina, óleo sobre tela, Milán, iglesia de Santa María presso San Celso
- Statua della Madonna di S. Celso venerata da s. Francesco e da Carlo Borromeo, Turín, Galleria Sabauda
- San Francesco in preghiera, Nápoles, Pio Monte della Misericordia
- Opere di misericordia dei cappuccini, Milán, Pinacoteca del Castello Sforzesco
- Voto dei santi francescani, già all'Immacolata Nuova dei cappuccini de Milán, destruida en Berlín en 1945
- Battesimo di Cristo (1601), Frankfurt del Main, Städelsches Kunstinstitut
- Resurrezione, Milán, Sant'Antonio abate
- Fuga in Egitto (1600-1610), Bristol (UK), City Art Gallery
- Cristo e la Samaritana, Toledo, Duomo
- Sant'Ambrogio,  tempera per la facciata posticcia del Duomo di Milán, Milán, Pinacoteca Ambrosiana
- Deposizione di Cristo, già in San Lorenzo dei cappuccini, Novara, Museo civico
- Cristo morto adorato da santi, Milán, Santo Stefano Maggiore
- San Carlo in meditazione notturna davanti al Cristo morto  (c. 1600), Museo del Prado, Madrid
- San Carlo in gloria, Milán, San Gottardo in Corte
- Martirio di s. Dionigi, Vigevano, San Dionigi
- Visione di Gaetano da Thiene, Milán, Sant'Antonio abate
- Visione di Sant'Ignazio da Loyola (1622), Milán, San Fedele
- Madonna e i ss. Carlo e Ugo di Grenoble, Cartuja de Pavia
- fachada de la iglesia de San Paolo Converso de Milán
- Madonna del rosario tra i santi Domenico e Caterina da Siena, già in S. Lazzaro alle Monache a Milán, Pinacoteca di Brera
- San Francesco in estasi, Milán, Pinacoteca di Brera
- Martirio delle sante Rufina e Seconda, llamado el "quadro delle tre mani", pintado con Morazzone e Giulio Cesare Procaccini, Milán, Pinacoteca di Brera
- Madonna tra i ss. Siro e Antonio, Catedral de Pavia
- Madonna e San Brunone, Pavia, Certosa
- Tercer Jinete del Apocalipsis, Museos Cívicos de Pavía
- Messa di San Gregorio per l'indulgenza delle anime del Purgatorio, Varese, Basilica di San Vittore
- Battesimo di San Agostino, Milán, 1618, San Marco
- Madonna e santi, già in palazzo Manzi a Lucca, Florencia, Uffizi
- Gionata rompe il digiuno, Milán, S. Raffaele
- Cartones para los cinco bajorrelieves con Storie di eroine dell'Antico Testamento sopra le porte del Duomo di Milán, conservati nel Museo dell'Opera del Duomo. (I bassorilievi eseguiti da Gaspare Vismara, Giovan Pietro Lasagna y Gian Andrea Biffi, sono a Milán, Duomo)
- Putto con cane, pernice e gallo, Detroit, Institute of Arts di Detroit
- Cristo risorto e santi (1626), Meda (Milán), San Vittore
- Cristo con i ss. Pietro e Paolo (1626-1628) già in S. Pietro dei pellegrini a Milán, Viena, Kunsthistorisches Museum
- Crocifissione e santi (1628), già in S. Protaso a Milán, Seminario de Venegono Inferiore
- La Madonna libera Milano dalla peste (1631), Milán, Santa Maria delle Grazie
- La Madonna guida San Domenico alla vittoria sugli Albigesi, Cremona, Museo civico
- Crocifissione, con i Santi Ambrogio, Lorenzo e Maria Maddalena, Mortara, Basilica di San Lorenzo
- Teoria di angeli musicanti, San Giovanni Battista e san Domenico, San Giacomo, Mortara, Santuario di Santa Maria del Campo
- San Juanito (Staatliche Museen zu Berlin - Preußischer Kulturbesitz, Gemäldegalerie, Berlín)
- Descanso en la huida a Egipto (c. 1595, Museo del Prado, Madrid)
- Desposorios místicos de Santa Catalina (1610-1620, Finnish National Gallery, Helsinki)
- Virgen con el Niño y los santos Francisco, Carlos Borromeo y Catalina de Alejandría (1620-1630, Uffizi, Florencia)
- Matanza de los albiguenses (1632, Museo Civico Ala Ponzone, Milán), inconclusa a su muerte y terminada por Melchiorre Gherardini.

### I Quadroni di San Carlo

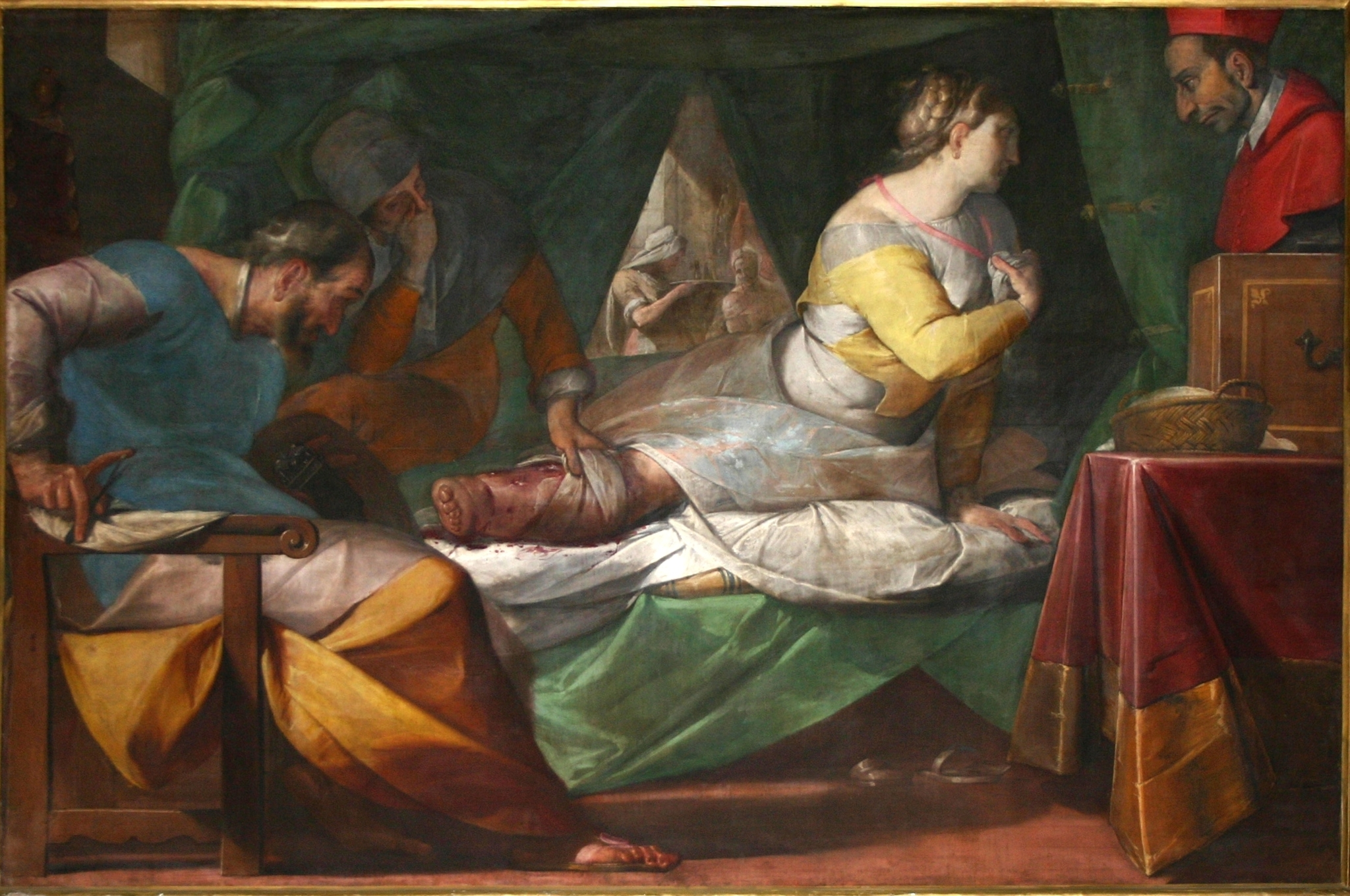
Quadroni de la catedral de Milán: Milagro de Aurelia Degli Angeli (1610)

Se propone una lista cronológica de las pinturas de Giovanni Battista Crespi hechas para el duomo de Milán. Las obras forman parte de la colección de los Quadroni di San Carlo y narran episodios de la vida y los milagros de san Carlo Borromeo. Las telas se exhiben al público entre noviembre y diciembre en el Duomo. El Cerano trabajó tanto en el ciclo de  I fatti della vita del beato Carlo [Los hechos de la vida del beato Carlo] (1602-1603), como en el posterior I Miracoli di San Carlo (1610), demostrando ser un pintor capaz de llevar a cabo una renovación estilística en sus obras. La comisión fue hecha por el Capítulo del Duomo, que había solicitado el primer ciclo con motivo de la beatificación de Carlo Borromeo (que tuvo lugar en 1602) y el segundo para su canonización (1610).
- I Fatti della Vita del beato Carlo (1602-1603):

- Il Santo visita gli appestati (1602);
- Il Santo vende il principato d'Oria (1602);
- Il Santo fonda collegi dei Gesuiti, dei Barnabiti e dei Teatini (1603);
- Il Santo erige croci in città (1603);

- I Miracoli di San Carlo (1610):

- Miracolo di Aurelia degli Angeli (1610);
- Miracolo di Giovanna Marone (1610);
- Risanamento del cappuccino fra' Sebastiano da Piacenza (1610);
- Miracolo di Margherita Vertua, affetta da una "infirmità disperata", che guarisce dopo essere stata benedetta da S. Carlo che stava passando per via Orefici davanti al negozio da orafo del marito (1610);
- Miracolo di Beatrice Crespi guarita di un cancro alla mammella (1610);